# June Gardner
Albert „June“ Gardner (* 1930 in New Orleans; † 19. November 2010 in New Orleans) war ein US-amerikanischer Schlagzeuger, Komponist und Bandleader im Bereich des Jazz und des Rhythm and Blues.

## Leben
„Gentleman“ June Gardner, wie er sich selbst nannte, gehörte lange Jahre der Musikszene seiner Heimatstadt New Orleans an und spielte in verschiedenen Stilen von Rhythm and Blues, Bebop bis zu traditionellem Jazz. Seine Karriere als Musiker begann er gleich nach der Highschoolzeit, hatte Unterricht bei Professor Valmont Victor und ging mit der Sängerin Lil Green auf Tour. Nach seiner Rückkehr nach New Orleans spielte er Ende der 1940er Jahre im Club Dew Drop Inn mit Edgar Blanchard & the Gondoliers, mit der auch erste Aufnahmen entstanden, dann als Session- und Tourmusiker mit vielen Rhythm-and-Blues-Künstlern, so neun Jahre bei Roy Brown und von 1960 bis zu dessen Tod 1964 bei Sam Cooke. Zu hören ist er auf den Cooke-Alben At The Copa und Live At The Harlem Square Club (1963). Gardner arbeitete außerdem mit Red Tyler, Lionel Hampton (in dessen Band er 1956 auf Europatour ging) und mit Lou Rawls. Gardner ist auch auf Aufnahmen der Brüder Cecil und Bobby Womack zu hören, die als Valentinos 1964 den Song „It’s All Over Now“ einspielten, der bald von The Rolling Stones gecovert wurde. Er wirkte auch 1966 bei Lee Dorsey Hitsingle „Working in a Coal Mine“ mit und trat regelmäßig mit Dave Bartholomew auf.
1965 nahm er unter eigenem Namen seine Instrumental-Komposition „Mustard Greens“ sowie „99 Plus One“ für das Label Hot Line auf; in den folgenden Jahren nahm er im Nola-Studio weitere Stücke auf, konnte jedoch nur wenige veröffentlichen. Bei diesen Sessions wirkten George Davis (Gitarre), Walter Payton (Bass), James Booker (Piano/Orgel) sowie eine zehnköpfige Bläsergruppe, die Royal Dukes of Rhythm mit. 1966 erschien das Album Bustin’ Out.
Neben dem Rhythm and Blues spielte Gardner mit einer eigenen Formation, June Gardner & the Fellas, traditionellen Jazz. So hatte er mit seiner Band ein siebenjähriges Engagement in Las Vegas, danach in der Bourbon Street seiner Heimatstadt, wo er im Famous Door, La Strada und der Maison Bourbon auftrat und mit Trompeter Wallace Davenport im Paddock spielte. 1980 trat er mit Davenport auf dem Jazzfestival in Nizza auf. Unter eigenem Namen legte er einige Tonträger vor, wie das 2000 erschienene Album 99 Plus One, das er mit einer Bigband unter der Leitung von Wardell Quezergue einspielte. Er war bis kurz vor seinem Tod im November 2010 als Musiker aktiv, zuletzt mit der Preservation Hall Band.

## Diskographische Hinweise
- Bustin’ Out (Emarcy, 1966)